# Phương trình tuyến tính

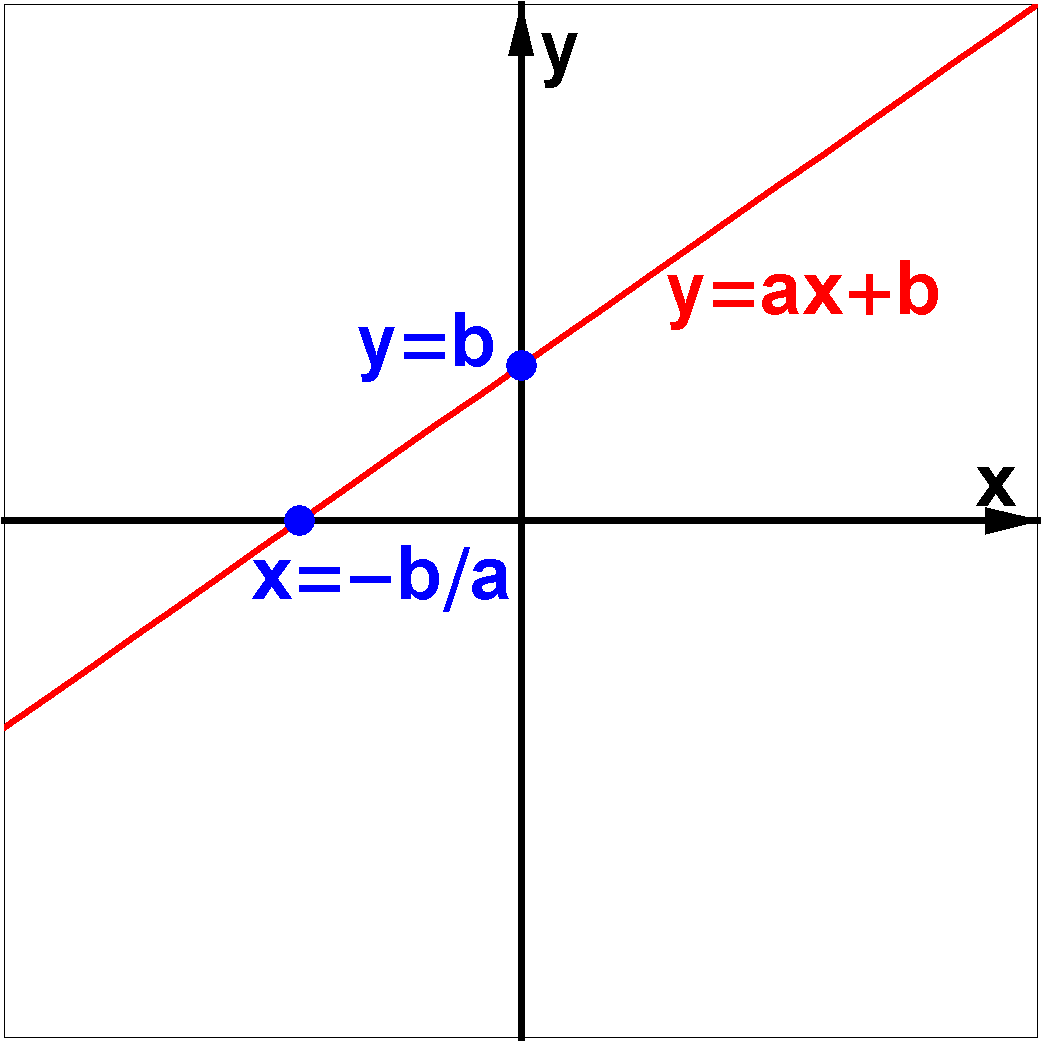
Đồ thị y=ax+b

Phương trình tuyến tính (hay còn gọi là phương trình bậc một hay phương trình bậc nhất) là một phương trình đại số có dạng:
{\displaystyle f(x)=ax+b=0\,}
- b là một hằng số (hay hệ số bậc 0).
- a là hệ số bậc một.

Phương trình bậc một được gọi là phương trình tuyến tính vì đồ thị của phương trình này (xem hình bên) là đường thẳng (theo Hán-Việt, tuyến nghĩa là thẳng).

## Nghiệm số
Nghiệm số của phương trình trên là:
{\displaystyle x=-{\frac {b}{a}}(a\neq 0)}

## Trường hợp đặc biệt (trường hợp suy biến)
Khi {\displaystyle a=0\Leftrightarrow b=0}
Phương trình này không có nghiệm khi b khác không, và có vô số nghiệm (mọi số x) khi b bằng 0. Trên thực tế, khi a bằng 0, phương trình trên đã không còn là phương trình bậc nhất nữa; nó đã trở thành phương trình bậc 0. Khi a khác 0, phương trình luôn có một nghiệm duy nhất.
Mở rộng cho hệ phương trình tuyến tính kiệt
Phương trình tuyến tính có thể mở rộng ra trường hợp nhiều n biến:
{\displaystyle f(x_{1},x_{2},...,x_{n})=a_{1}x_{1}+a_{2}x_{2}+...+a_{n}x_{n}+b=0\,}
Các dạng ví dụ của nó như phương trình bậc nhất 2 ẩn:{\displaystyle ax+by=0;ax+by+cz=0}:... các pt này có vô số nghiệm và chỉ giải được khi có một giới hạn của các nghiệm hoặc có số phương trình bằng số nghiệm. Khi đó ta gọi đó là các hệ phương trình.
Về lịch sử của phương trình bậc nhất này và các dạng phương trình tương tự, xin xem thêm Lịch sử của phương trình đại số.